# Hyphessobrycon pulchripinnis
Hyphessobrycon pulchripinnis è un pesce d'acqua dolce appartenente alla famiglia Characidae.

## Distribuzione e habitat
Questa specie è originaria del bacino del Tapajós, in Sudamerica.

## Descrizione

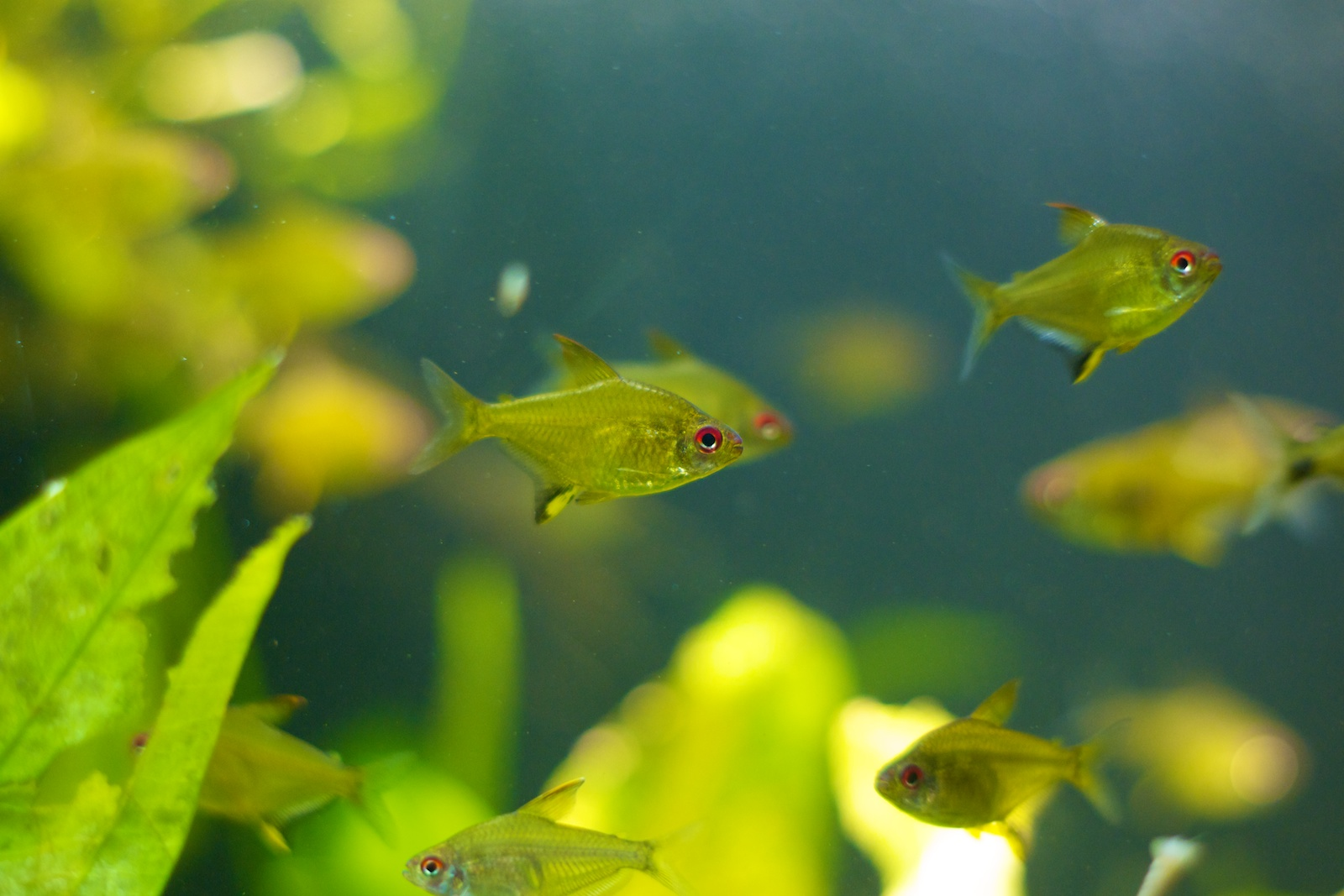
Alcuni adulti

La forma è tipica del caracide allungato: ha corpo snello, compresso ai fianchi, profili dorsale e ventrale convessi, pinna dorsale alta, ventrale alta all'inizio, pettorali ovali e ventrali corte. La livrea è semplice e sgargiante: presenta un corpo grigio giallastro con riflessi metallici. L'occhio è rosso vivo. La pinna dorsale e quella anale sono giallo limone screziate di nero, le altre pinne sono giallo trasparenti, orlate di nero tenue.

Raggiunge una lunghezza massima di 3,8 cm.

## Etologia
È un pesce pacifico che in natura vive in gruppi anche molto numerosi.

## Riproduzione
Nel periodo riproduttivo i maschi si scelgono un territorio e corteggiano ogni femmina che vi entra. Se la femmina è disponibile, dopo una serie di giochi amorosi i riproduttori depongono e fecondano le uova, che sono lasciate cadere in una zona del fondo scelta dal maschio. Ogni maschio si accoppia con più femmine e abbandona il proprio territorio alla schiusa di tutte le uova. Non vi sono cure parentali.

## Alimentazione
H. pulchripinnis ha dieta onnivora: si nutre di vermi, piccoli crostacei e materia vegetale.

## Acquariofilia
Questa specie è molto diffusa nei negozi di acquariofilia, essendo uno dei caracidi più conosciuti ed allevati.